# Espina (banda)
Espina es una banda de hard rock / metal alternativo de origen mexicano fundada en 2007. En 2015 lanzaron su primer disco llamado Origen.
Originarios de Querétaro, México. La banda se compone por 4 integrantes: Pedro Espinosa en la guitarra y voz, Julio Resendiz en la guitarra, Tony Cortés en la batería y Daniel Valencia en el bajo. Quienes innovan el género, creando música con influencias del Rock y el Metal pero componiendo todo en español y buscando un sonido propio. Han compartido escenario con bandas internacionales como Lost Acapulco, Jumbo, A.N.I.M.A.L., Transmetal, El Gran Silencio, Panteón Rococó, Molotov, El Tri, Brujería, Mario Ian (Rata Blanca), Babasónicos, Supremacy, Killcode, Dragonforce, Epica, Five Finger Death Punch, Rammstein y Megadeth.

## Historia

### Inicios
Fue fundada por Antonio "Tony" Cortés y el guitarrista Pedro Espinosa junto a otros músicos en el 2007. Poco después deciden integrar a César Simón, quien ya era reconocido en la escena del rock queretano por su anterior banda "No sé". Bajo esta alineación decidieron recuperar y terminar algunos de los anteriores temas que habían compuesto. Como lo fue: "Nos iremos" y "Nueva Era". Tiempo después entró a la banda Manuel Fernández quien ocuparía la posición de bajista y definiendo el sonido de la banda.
Bajo esta alineación la banda recibe el nombre de ESPINA, siendo seleccionado cuando buscaban integrar un nombre que definiera la identidad nacional, así como el sonido orgánico y agresivo que intentaban plasmar con su música y definiendo este nombre como el equivalente a la proyección que buscaban con su sonido. Bajo este nombre componen 5 canciones adicionales; "Alison", "Sed", "Sálvame", "Ayer" y "Abismos". En donde las voces las realizan César y Pedro. Bajo esta estructura Espina saca su primer demo "Raíces" en el 2009.
En el año 2011 deciden hacer una pequeña reestructuración y buscar otro enfoque para llevar su música a otros horizontes. Donde invitan a Andrés Sigler a tomar la posición en la voz principal. Al entrar Andrés, deciden arreglar en varias cuestiones las canciones para adecuarlas a su nuevo sonido. Algunas subiéndolas de tempo, otras con algunos cambios en la lírica, melódica, rítmica y etc. También componen 3 nuevas canciones "Cicatriz", "Sueño infiel" y "Fractura". Tomando algunas de estas canciones y algunas de las 7 anteriores, graban su primer EP "Nueva Era" en 2012. El cual llevan a promover a diversos foros en Querétaro, la Ciudad de México y sus alrededores.
A finales de 2014 Espina entra a grabar su primer material discográfico de larga duración "Origen" en el estudio Antiqua Recordings con la participación de José Pastas Padilla, Héctor Carrión y Fernando Nuñez en la producción. En este año, Manuel decide abandonar la banda por problemas personales y ocupa su lugar Fernando Nuñez en el bajo. Sin embargo, en la grabación del disco se dividen los temas Andrés, César y Pedro en la grabación del bajo. Este LP se compone de 12 temas, con las 7 canciones del primer demo arregladas, más las 3 canciones nuevas arregladas también ("Fractura" cambia y se vuelve "Animal") y la composición de 2 temas nuevos inéditos: "Sobrevivir" y "Más".
El disco se finaliza a finales del 2015 y se lanza y promueve en el 2016 en diversos foros incluyendo ya la ciudad de Guadalajara y alrededores. En este mismo año (2015) Fernando decide abandonar la banda por complicaciones de horario y entra en su lugar Daniel Valencia. A mediados del 2017 César sale de la banda para entrar en su lugar Rafael de Alma. Rafael comparte la posición de guitarrista junto a Julio Resendiz debido a problemas de tiempo. Rafael deja formalmente la banda en 2019 y ocupa su lugar Julio. 
En abril de 2020 la banda anuncia la salida de Andrés Sigler.

### LP Origen y el Road to Corona Hell & Heaven
El disco Origen los lleva a pisar distintos foros reconocidos de la escena mexicana nacional. Así como a una breve gira. En el 2016 Espina decide tomarse un tiempo para competir en el Road to Corona Hell & Heaven 2016 (RTCHH), donde el primer premio sería tocar en el famoso festival nacional Hell and Heaven fest así como un contrato con TalentAgency de Live Talent (empresa organizadora del Hell & Heaven entre otros festivales). 
A esta misma convocatoria respondieron 1130 bandas mexicanas y latinoamericanas. Pero solo fueron seleccionadas 210 bandas mexicanas para concursar. Se hicieron 20 eliminatorias en diferentes ciudades del territorio mexicano: Chihuahua, Torreón, Monterrey, Morelia, Saltillo, Ciudad Obregón, Culiacán, Guadalajara, Mexicali, Veracruz, León, Ciudad de México, Cancún, Aguascalientes, Mérida, San Luis Potosí, Zacatecas, Puebla, Tijuana y Querétaro. En esta última ciudad el 4 de junio del 2016, Espina participó en las eliminatorias junto a otras bandas de Querétaro, Ciudad de México y Toluca. Los resultados se dan al siguiente día, siendo Espina seleccionados como primer lugar estatal. Y ganado el paso al siguiente nivel de la competencia junto con el segundo lugar de la competencia, la banda Queretana de Post-Hardcore Again In The Morning a la semifinal en la Ciudad de México.
Hubo cinco semifinales regionales, que fueron disputadas en Guadalajara, Ciudad de México, Monterrey, Ciudad Obregón y Mérida. Espina formó parte de la semifinal de Ciudad de México que se llevó a cabo en el foro Bajo Circuito el día 17 de junio del 2016. Los resultados fueron mencionados al finalizar ese día otorgándole el primer lugar regional a Espina. Así como el paso a la siguiente y última etapa de la competencia, la gran final nacional. En donde compartieron escenario con bandas como: DWBD (Cancún), Herencia de Honor (Cd Obregón), Coventrate (Monterrey), Void (Chihuahua), Mi maldito grupo sangre (Chihuahua), What I've become (Torreón), Cyclic Enigma (Cdmx), Bellum (Aguascalientes), Uhkumo (Michoacán), Legacy (León) & Becoming Ashes (Cancún). Así como los invitados especiales TDH (Ganadores primer RTCHH 2013) y Transmetal.
La final nacional se llevó a cabo el día 9 de julio de 2016. En el foro Cosa Nostra de la Ciudad de México. Tuvo una gran cobertura de medios y grandes presencias entre el público, como Chava Rock, Juan Santos, Juan Carlos Guerrero, personal de Live Talent, Hell, miembros de bandas que ya formaban parte del cartel del Hell & Heaven (como Winter Haven y Rejexion), un miembro de la banda ganadora del RTCHH 2014 Black Noize, entre otros... Hubo una gran hermandad y respeto entre las bandas. Así como un gran show del cual el público resultó ganador... Al final del día el jurado y el equipo de Live Talent dieron el resultado. Donde le otorgaron el tercer lugar a Legacy, el segundo lugar a Coventrate y el primer lugar nacional a Espina.

#### Corona Hell and Heaven fest 2016
El Hell & Heaven fest 2016 se llevó a cabo el día 23 de julio de 2016 en el Autódromo Hermanos Rodríguez en la Ciudad de México. También conocido como el Foro Sol. Se dividió en 5 escenarios para dar cabida a más de 50 bandas nacionales e internacionales. Con las cuales Espina compartió cartel.
- El New Blood Stage que dio espacio a nuevas propuestas musicales así como a bandas underground. Bandas como lo fueron War Kabinet, Black Overdrive, Obey the moon, Raven Black, El Clan, Anima Inside, Driven, All Misery, Taipan, Rain Shatter, Cathleen, Julians Fire, Anima Tempo, Arcadia Libre, Origin y Abolishment of Flesh.

- El Alternative Stage que dio espacio a grandes bandas internacionales al igual que nacionales y latinas. Bandas como lo fueron Lethal Creation, Akasha, Deiform, The Rhizone, Rejexion, Thantra, Pressive, Here Comes The Kraken, Koyi K Utho, A.N.I.M.A.L., Alien Ant Farm, P.O.D., Suicidal Tendencies, Thell Barrio y Suicide Silence.
- El True Metal Stage que dio espacio a bandas con un género más marcado dentro del Metal. Bandas como lo fueron Orka, El cuervo de Poe, Mordskog, Winter Haven, Pinhead, Nightbreed, Bulldozer, Voivod, Dying fetus, Sepultura, Suffocation, Ensiferum y Behemoth.
- El Heaven stage. El escenario principal del Hell & Heaven se dividió en 2 escenarios casi conectados por una mega pantalla, pero a suficiente distancia. Donde nunca hubo dos bandas tocando al mismo tiempo, sin embargo la logística lograba alternar un escenario con el otro de manera casi instantánea.  En el Heaven stage estuvieron grandes bandas internacionales y nacionales como Colectivo Suicida, Transmetal, Fear Factory, Mushroomhead, Amon Amarth, Ghost, Twisted Sister.
- El Hell stage. En el escenario principal del Hell & Heaven fue donde se colocó al primer lugar del Road to Corona Hell and Heaven. ESPINA fue la tercera banda en iniciar el Hell & Heaven fest. Además de compartir escenario con grandes bandas como lo fueron Supremacy, Tanus, Killcode, Dragonforce, Epica, Five finger death punch y Rammstein.

Después del Hell & Heaven, Espina es contactado por varios medios y organizadores de distintos eventos. Cabe destacar en estas participaciones, dos fechas, que realizaron en la ciudad de Querétaro, tocando en la Plaza de Toros Santa María. La primera fecha el día 1 de septiembre de 2016, siendo invitada como banda soporte para el concierto de Megadeth debido a una cancelación, semanas antes, de la banda anteriormente contemplada, Havok. Y la segunda fecha el día 20 de noviembre de 2016, compartiendo escenario con David Húmeda, Tanus, Lost Acapulco, Jumbo y Babasónicos.
La banda participó en el WOA Metal Battle for Wacken México 2017, quedando como finalista.
Espina es invitada por Eyescream Productions para ser la banda soporte de Dragonforce en el Lunario del Auditorio Nacional en la Ciudad de México. Para su gira "Road to Infinity World Tour".
En el 2018 realiza una gira en territorio nacional, además de presentarse en el escenario Sound and Noise del Force Fest 2018, compartiendo escenario con bandas como Tanus, A.N.I.M.A.L. y Brujería.

## Miembros

### Formación actual
- Pedro Espinosa: Guitarra y segunda voz (2007-Presente)
- Tony Cortés: Batería (2007-Presente)
- Daniel Valencia: Bajo (2015-Presente)
- Julio Resendiz: Guitarra  (2016-Presente)

### Anteriores miembros
- Manuel Fernández: Bajo (2007-2013)
- Fernando Nuñez: Bajo (2013-2015)
- César Simón: Guitarra (2007-2017)
- Rafael de Alma: Guitarra (2017-2018)
- Andrés Sigler: Voz (2011-2020)

### Colaboradores
- Francisco Landaverde: Ingeniero
- Andrés Espinosa: Bajo
- Zandy López: Fotografía
- Carlos Aldair: Crew

## Discografía
- Demo "Raíces" (2009)
- Ep "Nueva Era" (2012)
- Origen (2016)